# Marktplatz 28 (Gunzenhausen)

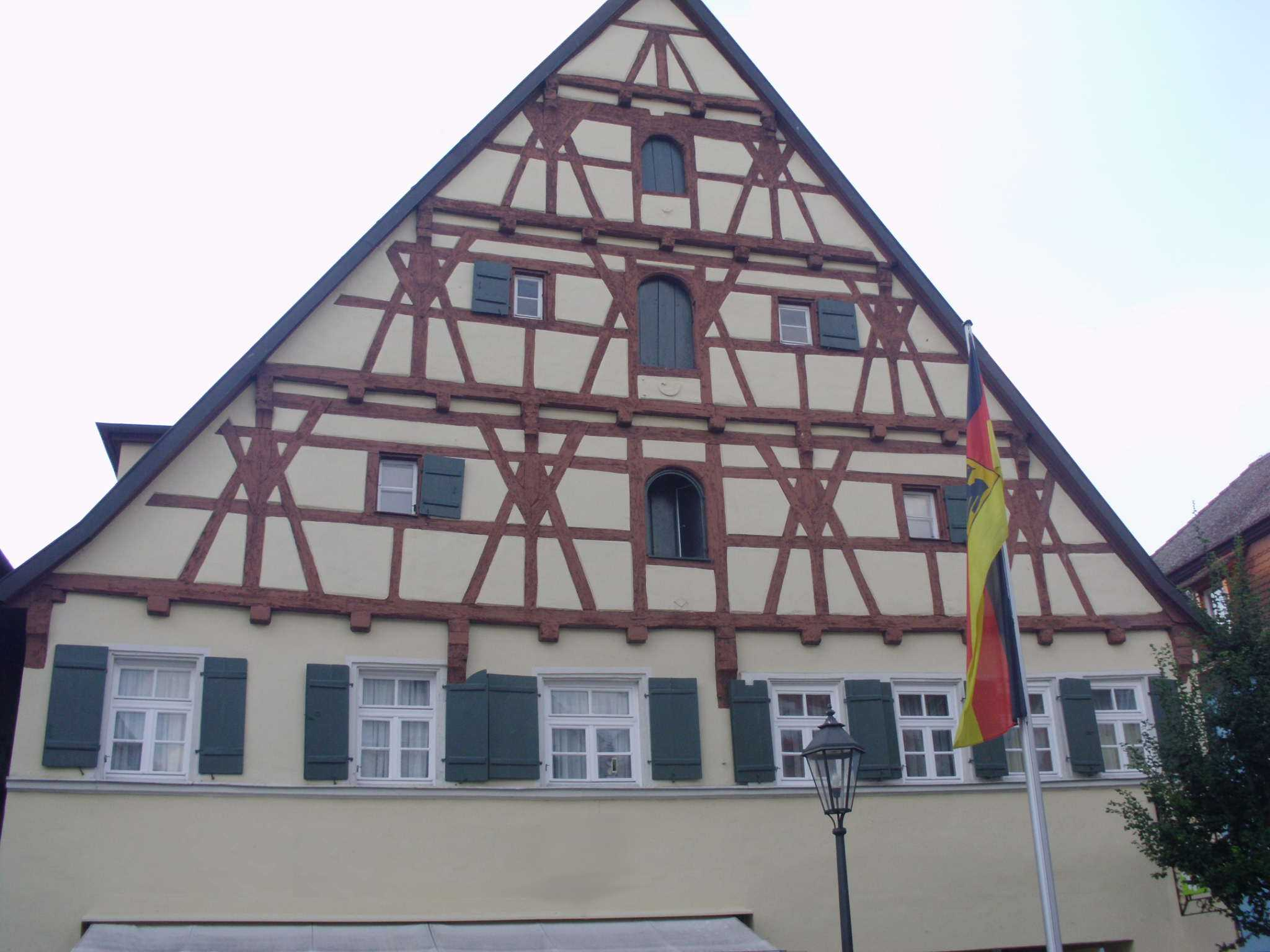
Das Fachwerk von Marktplatz 28 (2012)

Das Haus am Marktplatz 28 ist eines der wenigen noch erhaltenen Fachwerkhäusern in Gunzenhausen im mittelfränkischen Landkreis Weißenburg-Gunzenhausen. Das Gebäude ist unter der Denkmalnummer D-5-77-136-75 als Baudenkmal in die Bayerische Denkmalliste eingetragen.
Das Fachwerkhaus befindet sich an der Häuserecke Zur Promenade/Marktplatzn umgeben von weiteren denkmalgeschützten Bauwerken auf einer Höhe von 415 Metern über NHN. Das Gebäude gehört zu dem denkmalgeschützten Ensemble Marktplatz mit Rathausstraße, Kirchenplatz und Weißenburger Straße (Aktennummer E-5-77-136-2).
Das Bauwerk ist ein mächtiger, zweigeschossiger Satteldachbau mit Fachwerkgiebel. Das Haus Marktplatz 28 wurde um 1500 als Gasthaus (Gasthaus Lamm) errichtet. Nachfolgend befanden sich eine Metzgerei, eine Filiale der Supermarktkette Kaiser’s Tengelmann und eine Ihr-Platz-Filiale sowie ab dem 22. April 2013 eine Filiale der Textilkette NKD im Gebäude.